# Slag om de Atlantische Oceaan

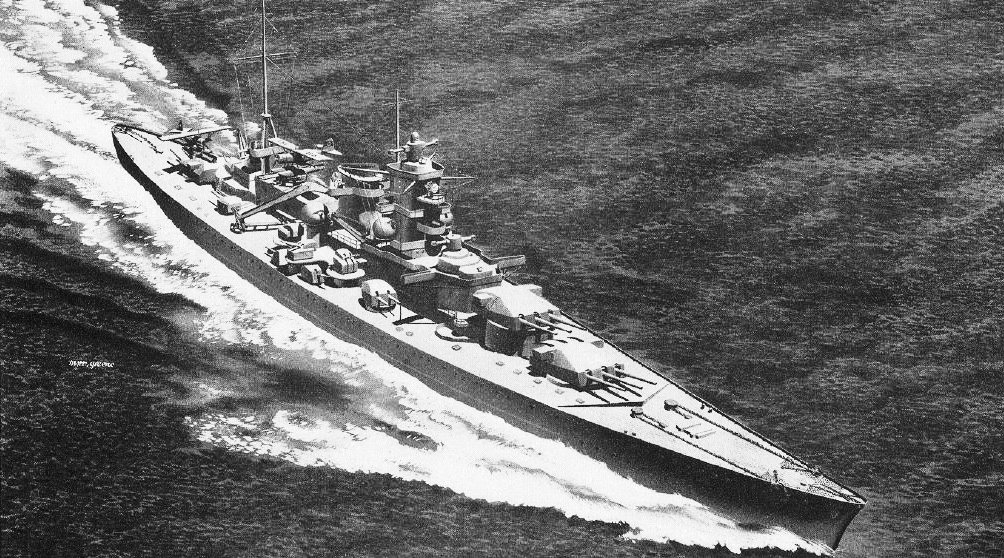
De Scharnhorst

De Slag om de Atlantische Oceaan is de strijd van 1939 tot 1945 tussen de Duitse Kriegsmarine en de geallieerde vloot. Tijdens deze langstdurende militaire campagne van de Tweede Wereldoorlog probeerden de Duitsers vooral met onderzeeboten de maritieme aanvoerlijnen naar het Verenigd Koninkrijk te vernietigen. Het doel was om de economie en de oorlogsinspanning zodanig te ontwrichten dat het Verenigd Koninkrijk de oorlog zou moeten opgeven.

## Strategie

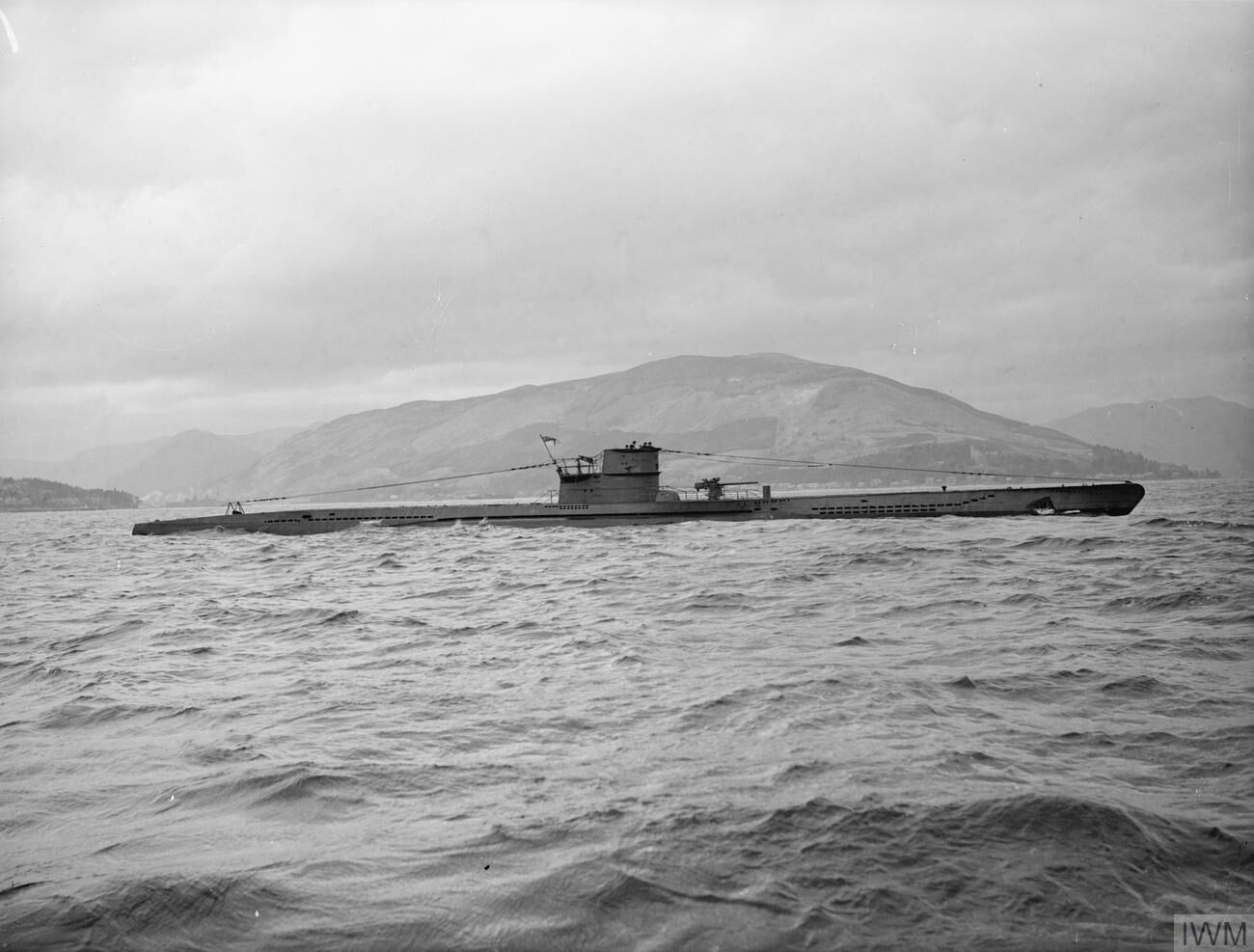
Duitse U-boot

Het Verenigd Koninkrijk was voor zijn economie en industrie afhankelijk van import via aanvoerlijnen over zee. Grondstoffen zoals ijzererts, bauxiet en vooral aardolie moesten geimporteerd worden. Bovendien vond een deel van de Angelsaksische oorlogsproductie plaats in de Verenigde Staten. Duitsland had niet de middelen om een invasie in Engeland uit te voeren, daarvoor was de Royal Navy te sterk. De Duitse vloot was niet alleen te zwak om de Britse vloot te kunnen verslaan, ze had ook de middelen niet om een echte blokkade in te stellen, met andere woorden ze kon niet proberen de toegang tot het Verenigd Koninkrijk te blokkeren voor de scheepvaart. De Duitse strategie bestond erin om zoveel mogelijk koopvaardijschepen tot zinken te brengen zodat er uiteindelijk niet genoeg schepen zouden overblijven om de Britse bevoorrading te verzekeren. Deze strategie stond bekend als de tonnage-oorlog: de grootte van een vrachtschip, of zijn vrachtruime werd uitgedrukt in Bruto Register Ton. Het doel was dus om voldoende vrachtruimte te vernietigen. Duitse onderzeebootcommandanten bijvoorbeeld werden automatisch met het Ridderkruis van het IJzeren Kruis onderscheiden wanneer ze 100.000 BRT vernietigd hadden.
Het verenigd Koninkrijk begon al op de eerste dag van de oorlog met het konvooieren van schepen. In de Eerste Wereldoorlog was dit het doeltreffende antwoord geweest op de Onbeperkte duikbotenoorlog, en aangezien het grootste gevaar nu opnieuw van duikboten leek te komen, leek het een goed idee om het systeem direct opnieuw in te voeren. Toch waren er ook nadelen: bij het konvooieren van schepen ging er ook veel vervoerscapaciteit verloren. De snelheid van een konvooi werd bepaald door het traagste schip in de groep: snellere schepen moesten trager varen en waren dus langer dan gewoonlijk onderweg. Schepen kwamen in grote groepen toe in de havens zodat het lossen niet meer gespreid kon worden. Soms moest er extra afstand afgelegd worden doordat de konvooiroute niet voor elk schip optimaal is. Dus zonder een schot te lossen, bereikte de tonnage oorlog al gedeeltelijk zijn doel.
In het Verenigd Koninkrijk werd de Slag om de Atlantische Oceaan sinds het begin van 1941 geleid vanuit een ondergrondse bunker in Liverpool, het Western Approaches Command Center.

## Verloop

### Een mislukte start
Bij het uitbreken van de oorlog waren er twee raiders op de oceaan: de pantserschepen Deutschland en Admiral Graf Spee. Ook de meeste van de 57 operationale duikboten waren ontplooid en begonnen met individuele aanvallen op koopvaarders. Pas in oktober en november 1939 werden twee pogingen ondernomen om konvooien aan te vallen met een groep onderzeeërs tegelijk, maar de resultaten waren teleurstellend. Aangezien de duikboten niet veel konden bereiken, werden ze ook ingezet bij het mijnenleggen. Tijdens de eerste twee maanden brachten onderzeeërs het vliegkampschip HMS Courageous en het oude slagschip HMS Royal Oak tot zinken. Veel verschil maakten deze spectaculaire successen niet voor de slag om de Atlantische Oceaan, maar ze plaatsten het U-Boot wapen wel prominent op de kaart. Tegen december 1939 vormden de twee pantserschepen ook geen bedreiging meer: na slechts twee vrachtschepen tot zinken gebracht te hebben werd de Deutschland al begin november teruggeroepen en wanneer de Admiral Graf Spee in december wilde terugkeren werd hij vernietigd bij de Zeeslag bij de Río de la Plata.
In maart 1940 werden alle operaties tijdelijk gestaakt in voorbereiding van Operatie Weserübung, de inval in Noorwegen en Denemarken. Tijdens die operatie ontdekte men waarom de voorbije maanden de resultaten van de duikboten tegenvielen: de torpedo's deugden niet. Een paar onderzeeërs kregen kansen om grote troepentransportschepen of kruisers en slagschepen van de Home Fleet te torpederen, maar alle aanvallen mislukten. 

### De eerste 'gelukkige tijd'
De verovering van Frankrijk en Noorwegen leverde de Kriegsmarine veel betere uitvalbasissen op: Vanuit Franse Atlantische havens kon men nu veel sneller bij de konvooiroutes raken, en men kan ook verder in de Atlantische oceaan opereren. Het aantal beschikbare duikboten lag nu lager dan in het begin van de oorlog, maar door ze naar de Franse havens te brengen konden ze nu effectiever ingezet worden. Ook kon er nu vanuit Frankrijk met verkenningsvliegtuigen gezocht worden naar prooien. Door de dreiging van Operatie Seelöwe moest de Britse marine veel escorteschepen uit de konvooidienst weghalen om ze klaar te houden om een invasie af te weren. Al in mei ging een eerste onderzeeër met verbeterde torpedo's op patrouille ( 'Feindfahrt' ) en daarna begonnen de duikboten spectaculaire resultaten te boeken.

## De oppervlakteschepen

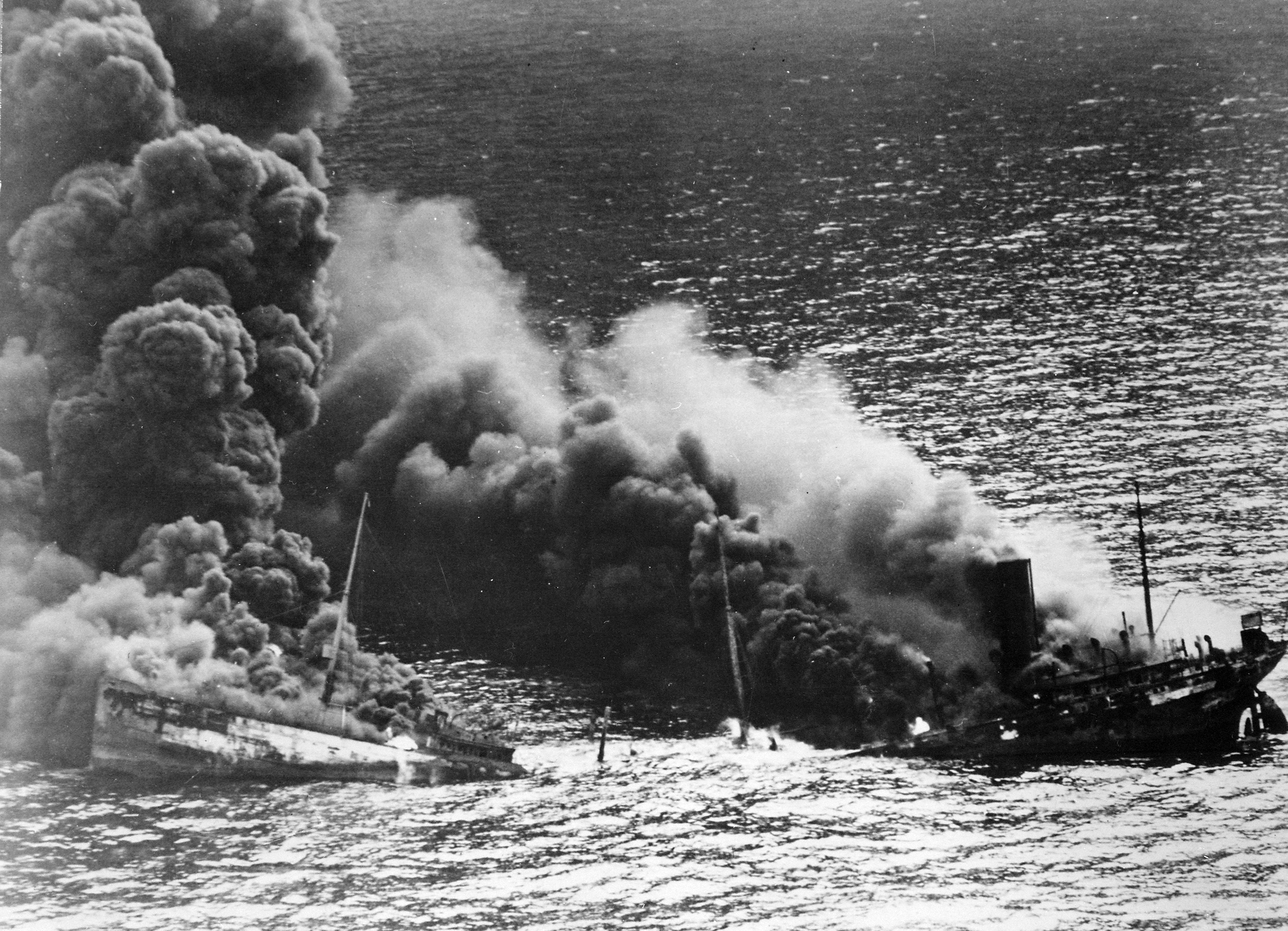
geallieerde tanker 1942

De omvang van Duitse oppervlaktevloot viel in het niet bij die van de Royal Navy mede door de voorwaarden van het Verdrag van Versailles. Al in 1939 liep het slecht af met het vestzakslagschip Admiral Graf Spee. De Kriegsmarine vermeed daarom zorgvuldig de Britse oorlogsvloot en poogde met individuele aanvallen de geallieerde koopvaardijschepen te vernietigen.
- De raiders Admiral Graf Spee en de Deutschland waren op zee toen de oorlog uitbrak. De eerste bracht negen koopvaarders tot zinken alvorens hij verloren ging bij de slag bij Rio de Plata.[7] De tweede keerde snel naar Duitsland terug na één koopvaarder als prijsschip opgebracht te hebben en een andere vernietigd te hebben.
- Tussen april 1940 en einde 1943 voerden negen Duitse hulpkruisers een raid uit. Sommige hulpkruisers bleven meer dan 500 dagen op zee. De meest succesvolle zijn de Atlantis, Pinguin, Kormoran, Stier en Thor.
- De zware kruiser Admiral Scheer begon in november 1940 aan een raid, eerst op de Noord-Atlantische oceaan, dan in het zuiden en voerde zelfs acties uit tot aan Madagaskar.
- De zware kruiser Admiral Hipper voerde twee raids op de Noord-Atlantische oceaan uit tussen eind februari 1940 en begin 1941 en vernietigde daarbij zeven koopvaarders.
- De slagschepen Scharnhorst en Gneisenau deden tussen januari en maart 1941 een aanval op de Noord-Atlantische en West-Afrikaanse konvooien en vernietigden daarbij 22 koopvaarders.
- Het slagschip Bismarck en de zware kruiser Prinz Eugen vertrokken in mei 1941. Ze vernietigden in mei 1941 de HMS Hood in de Zeeslag in de Straat Denemarken. Enkele dagen daarna werd de Bismarck zelf echter tot zinken gebracht.[8]

De overgebleven slagschepen Scharnhorst en Gneisenau en de zware kruiser Prinz Eugen werden teruggetrokken uit Frankrijk in Operatie Cerberus. Het nieuwe slagschip Tirpitz werd niet meer ingezet op de Atlantische oceaan. Hoewel de Duitse vloot nog drie jaar lang een bedreiging zou vormen en veel aandacht en materieel van de Royal Navy zouden eisen was haar offensieve rol uitgespeeld. De Duitse vloot werd in Noorwegen geconcentreerd, om daar een eventuele invasie van de geallieerden te kunnen afslaan. Vanaf dan opereerden de Duitse oppervlaktevloot alleen nog maar in de Arctische wateren. Toen de Scharnhorst bij de Noordkaap naar de bodem werd gejaagd waagden de overige schepen zich niet meer in open water. Na talloze en kostbare pogingen van de Royal Air Force en de Royal Navy werd uiteindelijk in november 1944 de Tirpitz in de Tromsøfjord tot zinken gebracht.

## De onderzeeboten

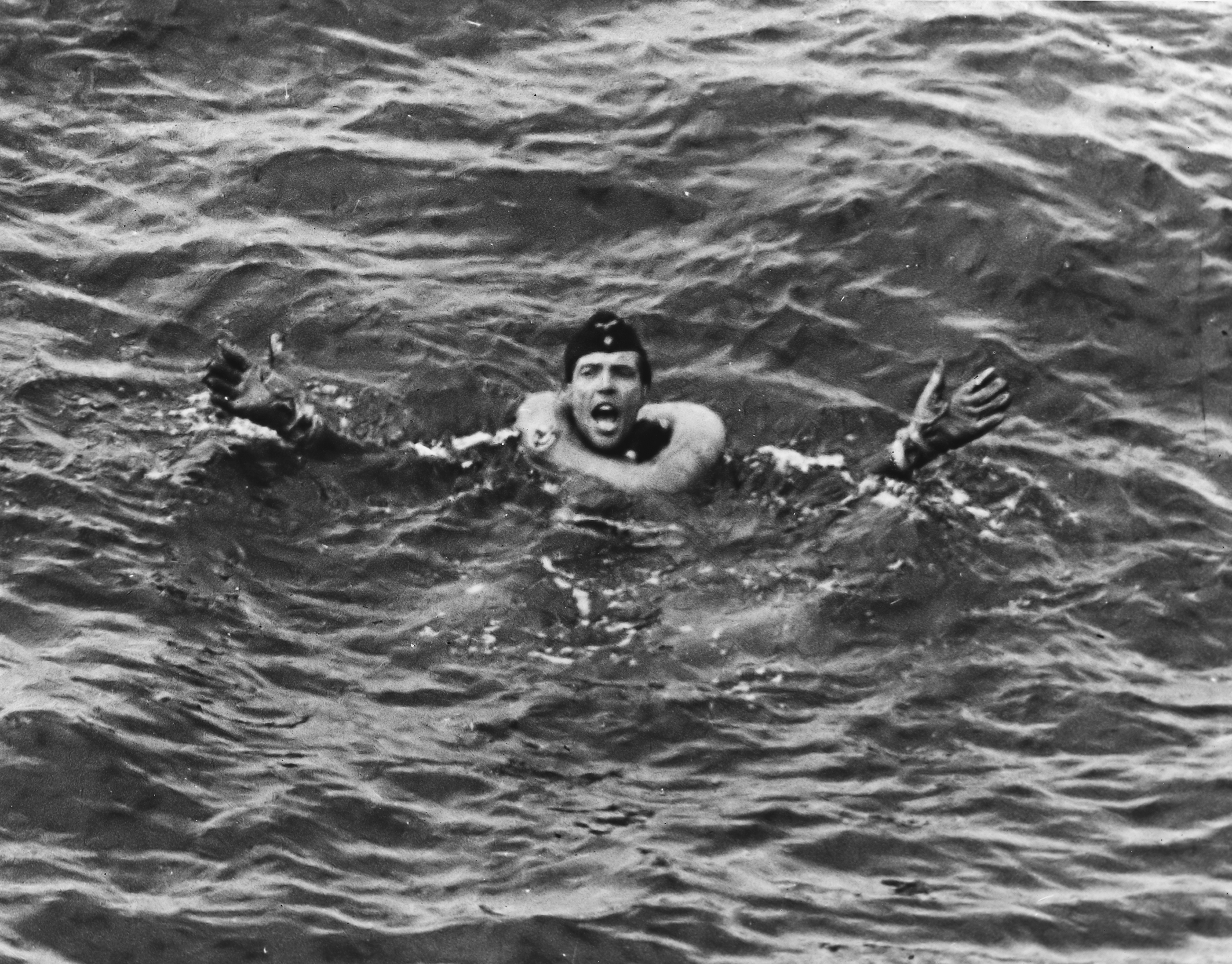
Duitse matroos

De Duitsers beseften het belang van het ontregelen van transport van Amerika richting het Verenigd Koninkrijk en bedachten Operatie Paukenschlag om de Amerikaanse kustvaart te treffen. Dit was een zeer succesvolle militaire operatie die enorme verliezen toebracht aan de koopvaardij met 5000 doden en 609 gekelderde schepen. Zevenenvijftig U-boten had Duitsland in 1939 en in de jaren erna zouden er meer dan duizend bijkomen. Uiteindelijk werd driekwart tot zinken gebracht. Door de wolvenroedeltactiek zag het er tot 1943 nog naar uit dat de nationaalsocialisten de strijd in de Atlantische Oceaan zouden winnen. Als een U-boot een konvooi ontdekte volgde een gecoördineerde groepsaanval en zo zonken in 1941 meer dan twee maal zoveel schepen als de geallieerden konden bouwen.

"Het enige gevaar dat mij tijdens de oorlog werkelijk angst aanjoeg waren de U-boten" - Winston Churchill

Er vonden echter enkele gebeurtenissen plaats die het tij deden keren:
- De ASDIC-sonar maakte het mogelijk om onderzeeboten op te sporen en te vernietigen.
- De Amerikaanse oorlogseconomie kwam op gang en er kwamen meer oorlogsschepen die de konvooien konden escorteren.
- De Enigmacodes werden gekraakt waarna de locatie van de U-boten niet langer geheim was.

Werden in 1942 vijfentachtig onderzeeboten tot zinken gebracht, in 1943 was dit aantal gestegen tot tweehonderdenzevenentachtig. Bovendien konden de Britten en Amerikanen meer schepen produceren dan dat de U-Boten er konden vernietigen. Hierdoor werd de opbouw van troepen in het Verenigd Koninkrijk mogelijk en kon de invasie van het Europese vasteland worden georganiseerd. De meest succesvolle commandant voor de geallieerden in de bestrijding van de duikboten was Johnnie Walker, onder wiens commando een groot aantal Duitse U-boten tot zinken werd gebracht.
De air gap (gat in het luchtruim) was het gebied in de Atlantische Oceaan, waar de luchtmacht schepen geen bescherming kon bieden tegen de Duitse U-boten. Het sluiten van de air gap was voor de geallieerden een belangrijk doel. In mei 1943 slaagden de geallieerden er met B-24 Liberators in, de air gap te sluiten en dienovereenkomstig de operaties voor de U-boten moeilijker te maken.

## Balans
Meer dan 3500 geallieerde schepen gingen verloren tegen 783 U-boten. De grote Duitse oppervlakteschepen werden uiteindelijk bijna allemaal vernietigd. Zesendertigduizend geallieerde matrozen en dertigduizend Duitse zeevarenden vonden de dood.